# Hindsia republicana
Hindsia republicana är en måreväxtart som beskrevs av Di Maio. Hindsia republicana ingår i släktet Hindsia och familjen måreväxter. Inga underarter finns listade i Catalogue of Life.